# Ożarów
Ożarów is een stad in het Poolse woiwodschap Święty Krzyż, gelegen in de powiat Opatowski. De oppervlakte bedraagt 7,79 km², het inwonertal 4906 (2005).